# Hôtel de Ribault
L'hôtel de Ribault également connu comme hôtel de Langres ou hôtel de La Rivière , et précédemment hôtel de Louvencourt, et hôtel Pottier de Novion, est un hôtel particulier situé sur la place des Vosges à Paris, en France.

## Localisation
L'hôtel de Ribault est situé dans le 4e arrondissement de Paris au 14, place des Vosges. Il se trouve sur le côté est de la place, entre les hôtels Lafont et Asfeldt.

## Historique
Il fut construit en 1606-1607 pour Antoine Ribault, seigneur de Bréau, conseiller d'État, intendant des Finances (1596), président et trésorier-général des Finances à Soissons (1598) et son épouse Madeleine Boucher d'Orsay, dame de Bréau. En 1613, l'hôtel est la propriété du financier Antoine de Louvencourt et de son épouse Marguerite de Flecelles qui y demeurèrent 35 ans. Il devient la propriété de l'abbé Louis Barbier de La Rivière qui va y faire des travaux considérables.
En 1688 l'hôtel est acheté par Catherine de Malon, veuve d'André Pottier de Novion, maître des requêtes, elle y habita jusqu'en 1715, date de sa mort.
Propriété de la famille de Canillac à partir de 1716.
Saisi à la Révolution après l'émigration du ministre d'État Pierre-Charles Laurent de Villedeuil, il est attribué à différentes administrations publiques, dont la mairie de l'ancien 8e arrondissement. Un plaque commémorative en façade, le campanile et son horloge qui coiffent la toiture rappellent cette affectation, qui affecta l'agencement intérieur et les décors.
En 1963, dans les anciens locaux du Cercle d'études du Marais situés au 1er étage, Charles Liché, hazzan de la synagogue de la rue des Tournelles, fonde la synagogue de la place de Vosges, devenue par la suite la synagogue Charles Liché. 
L'édifice est classé au titre des monuments historiques en 1954.

## Description

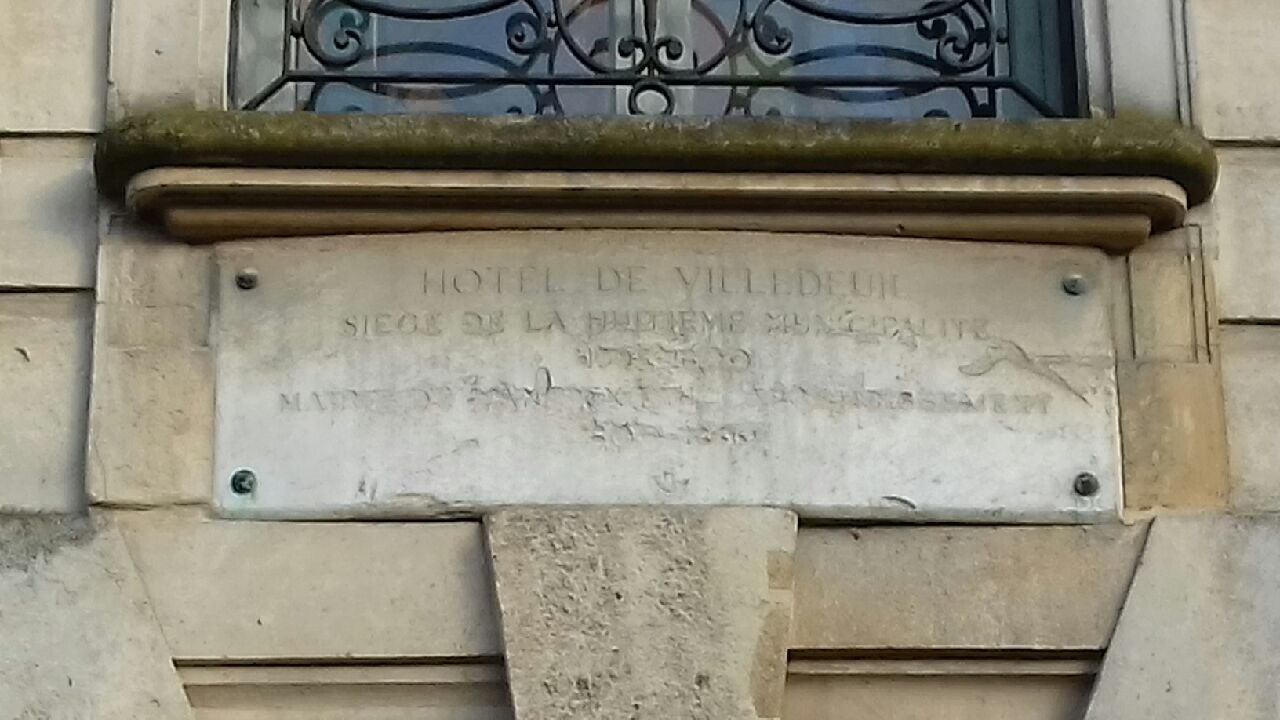
Plaque commémorant le siège de la mairie du 8e arrondissement ancien.

La première construction ne comportait qu'un unique et simple corps de logis en profondeur sur la cour, avec plus tardivement une petite aile en retour le long de celle-ci, et une façade de six arcades sur la place des Vosges (alors place Royale). 
Le troisième propriétaire va transformer l'hôtel particulier à partir de 1652 en demandant à François Le Vau de doubler la taille du corps de logis principal et d'ajouter une aile en retour dans la cour. Cet architecte réalise un nouvel grand escalier que précède un grand vestibule. Les pièces du premier étage conservent leurs volumes mais sont entièrement redécorées pour s'harmoniser avec les nouvelles pièces du premier étage côté cour. Cet étage comprend les appartements de l'abbé se composant de quatre pièces parallèles, la grande salle et son cabinet donnant sur la place, l'antichambre et la chambre à l'italienne en alcôve donnant sur la cour.
Les lambris et les plafonds et de la chambre à alcôve sont de Charles Le Brun. Démontés en 1867, ils furent restaurés et remontés à Paris au musée Carnavalet en 1878-1879, puis restaurés à nouveau en 2014. Michel Dorigny participa également à la décoration de cet hôtel particulier. Les plans qui furent dressés à la demande de la famille de Canillac en 1718 permettent de constater que l'ordonnancement des lieux n'avait pas changé depuis Le Vau.